# 글리제 892
글리제 892는 카시오페이아자리에 있는 주계열성으로 지구에서 21.25광년 떨어져 있다. 글리제 892는 분광형 K3의 G형 주계열성으로 우리 태양에 비해 어둡고 작다. 겉보기 등급은 +5.57로 맨눈으로 관찰할 수 있는 별 밝기의 하한선 근처이다. 인간의 맨눈으로 볼 수 있는 별의 밝기는 통상적으로 6등급 이하이다.